# Липовка (Рыбинский район)
 Ли́повка – деревня в Покровской сельской администрации Покровского сельского поселения Рыбинского района Ярославской области.
Деревня расположена с северной стороны автомобильной дороги Р104 на участке Углич-Рыбинск, между деревней Хвощёвка, непосредственно примыкающей к Рыбинску и посёлком Искра Октября, в котором расположена администрация сельского поселения. Севернее деревни проходит железная дорога Рыбинск-Сонково. Южнее деревни протекает река Коровка, деревня окружена осушительными канавами, которые сливают воды в Коровку. 
В деревне находится предприятие по производству асфальта ЗАО "Рыбинскасфальтобетон"  и автозаправочная станция. 
Деревня Липовка указана на плане Генерального межевания Рыбинского уезда 1792 года. 
Численность постоянного населения на 1 января 2007 года 12 человек. По почтовым данным в деревне 3 дома. .